# Mowag

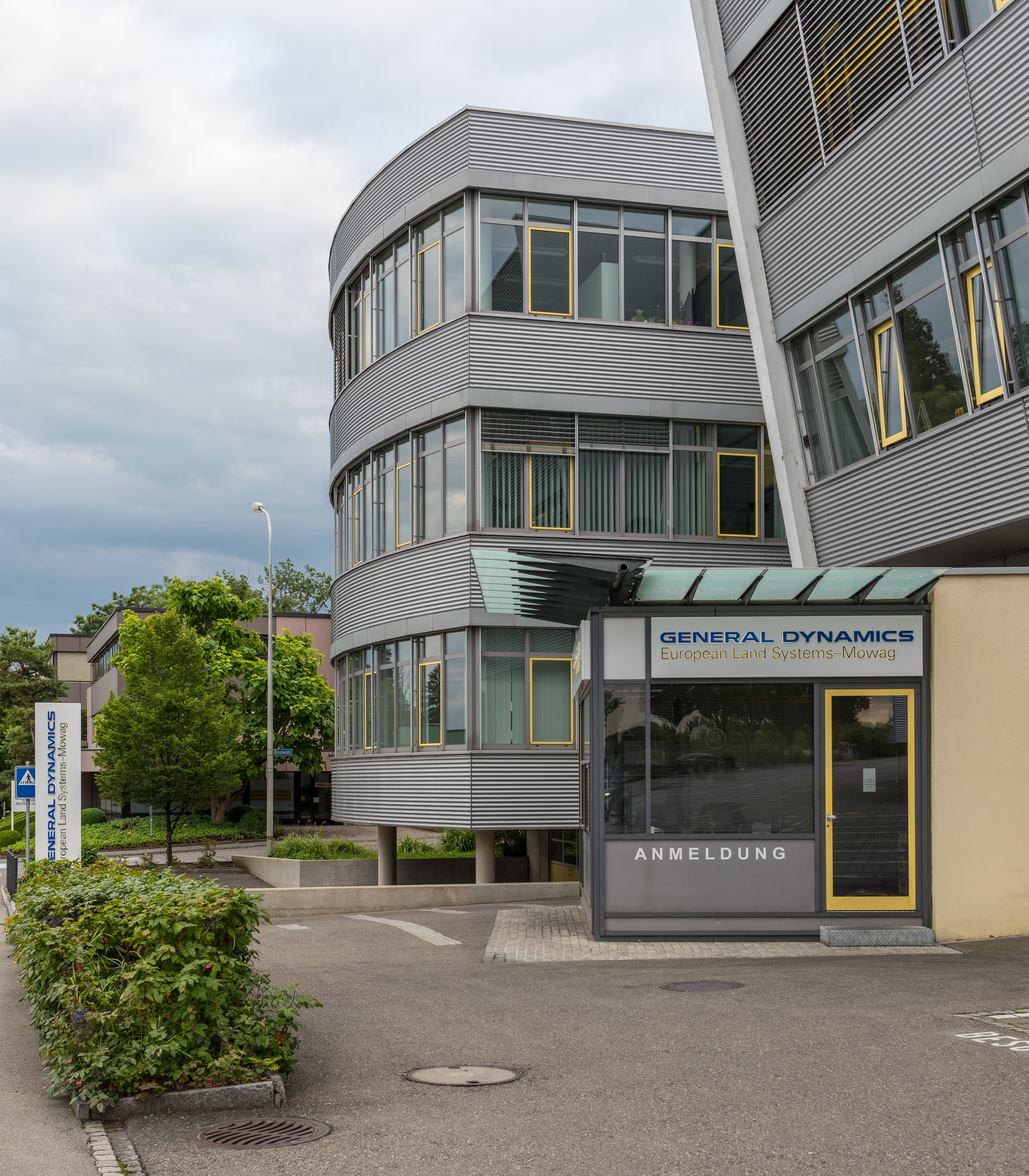
GDELS-Mowag in Kreuzlingen

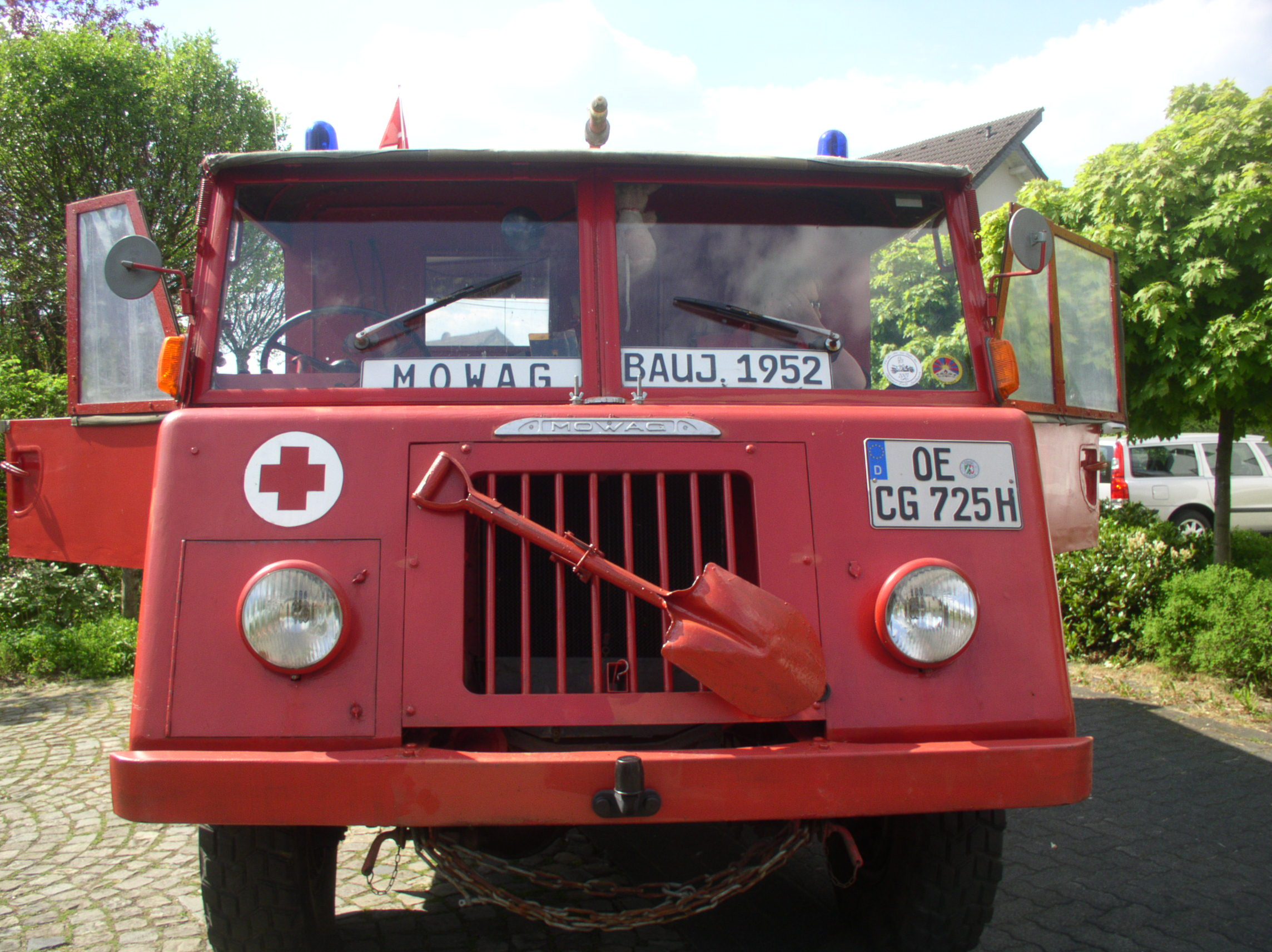
Feuerwehrfahrzeug von 1952

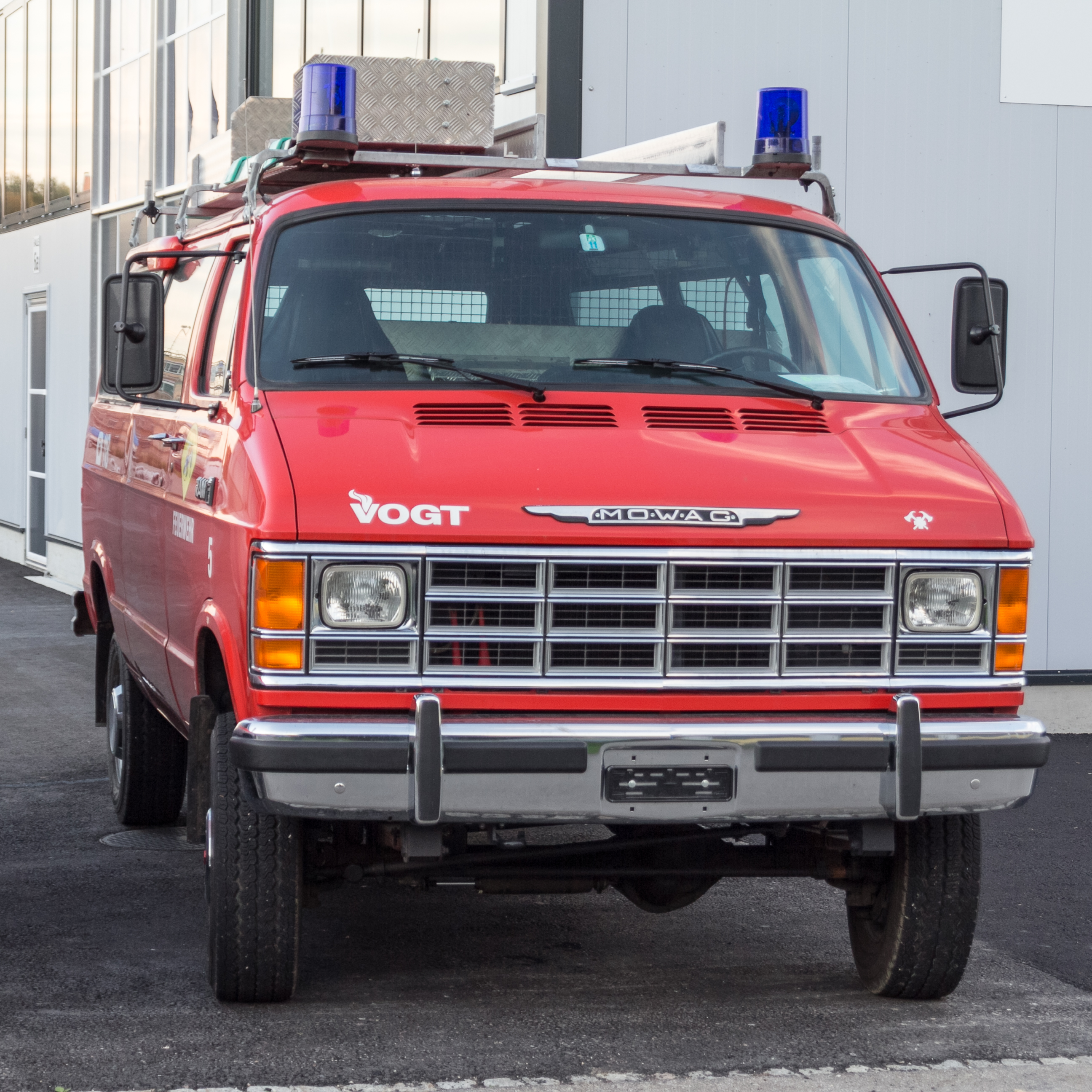
MOWAG RAM E Feuerwehrfahrzeug

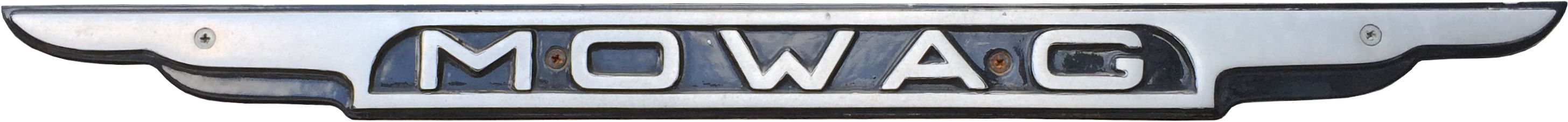
Logo der früheren Mowag AG

Die General Dynamics European Land Systems – Mowag GmbH (bis 31. März 2010 Mowag GmbH, bis 2004 Mowag Motorwagenfabrik AG) ist ein Schweizer Hersteller von Spezialfahrzeugen in Kreuzlingen im Kanton Thurgau. Mowag stellte früher vorwiegend zivile Fahrzeuge her. Seit 2003 gehört sie zum amerikanischen Rüstungskonzern General Dynamics und ist auf Radpanzer spezialisiert.

## Geschichte

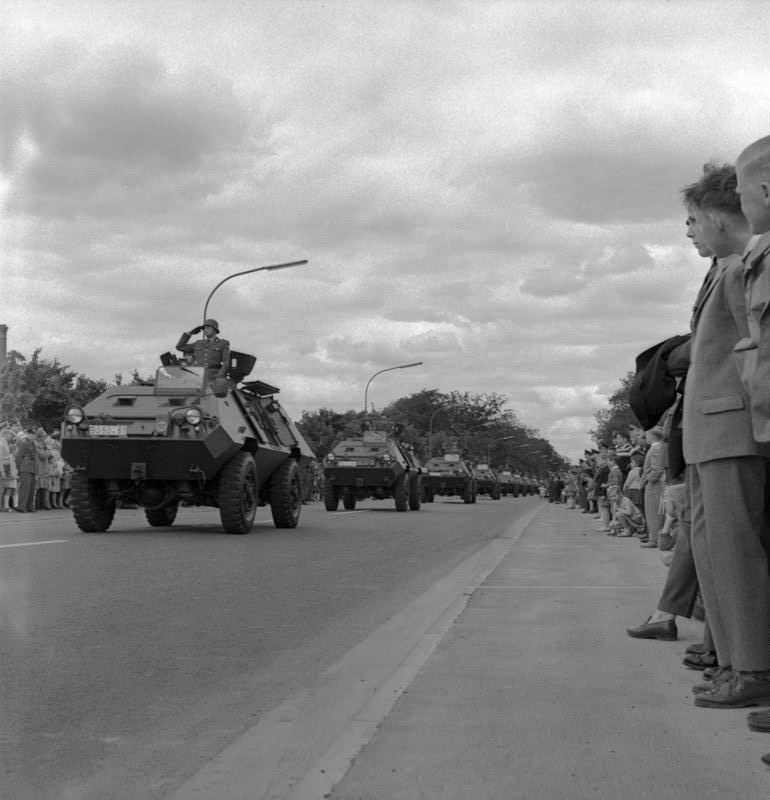
Deutscher Bundesgrenzschutz mit Mowag Sonderwagen 1, 1961

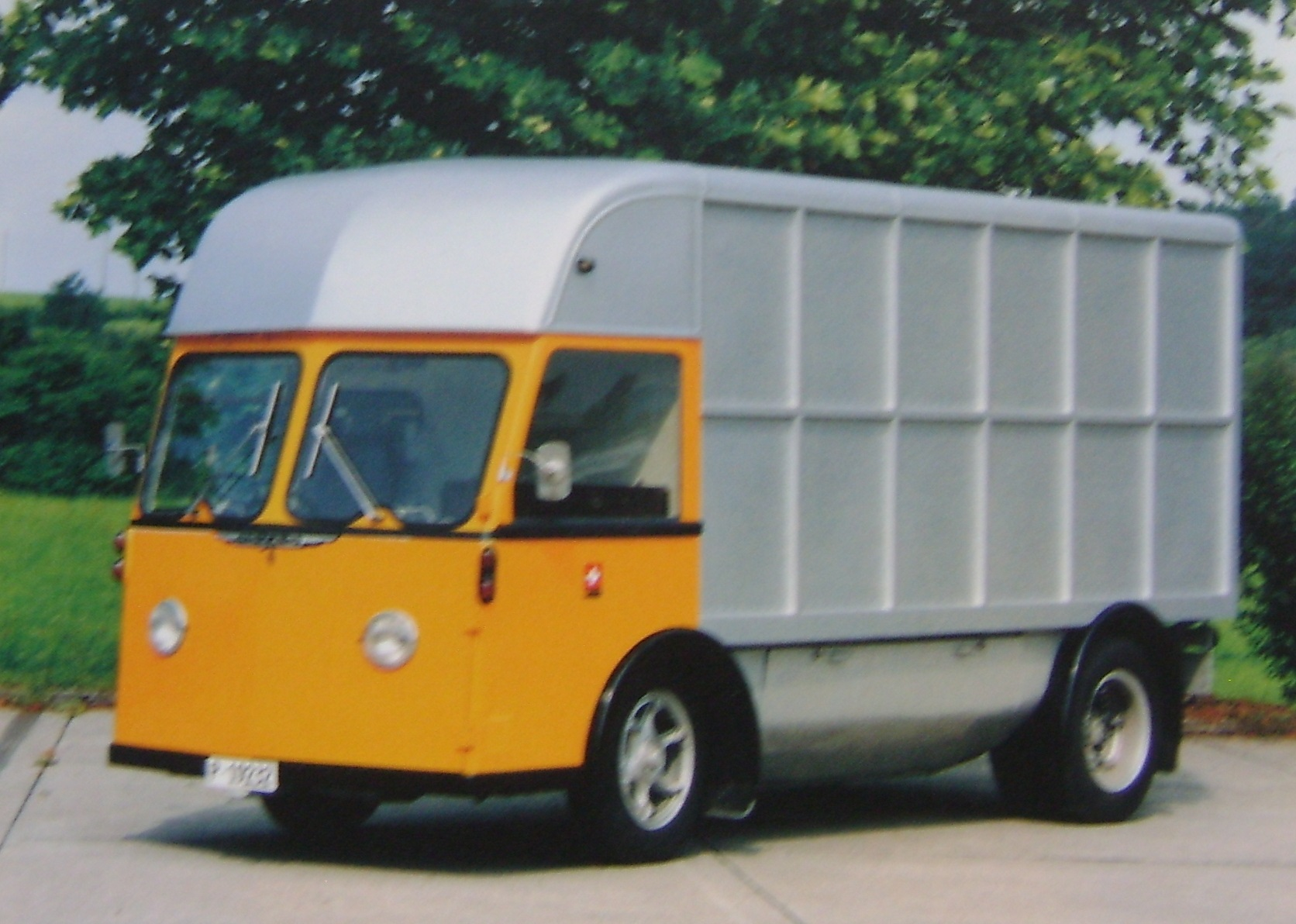
Mowag Fourgon PTT

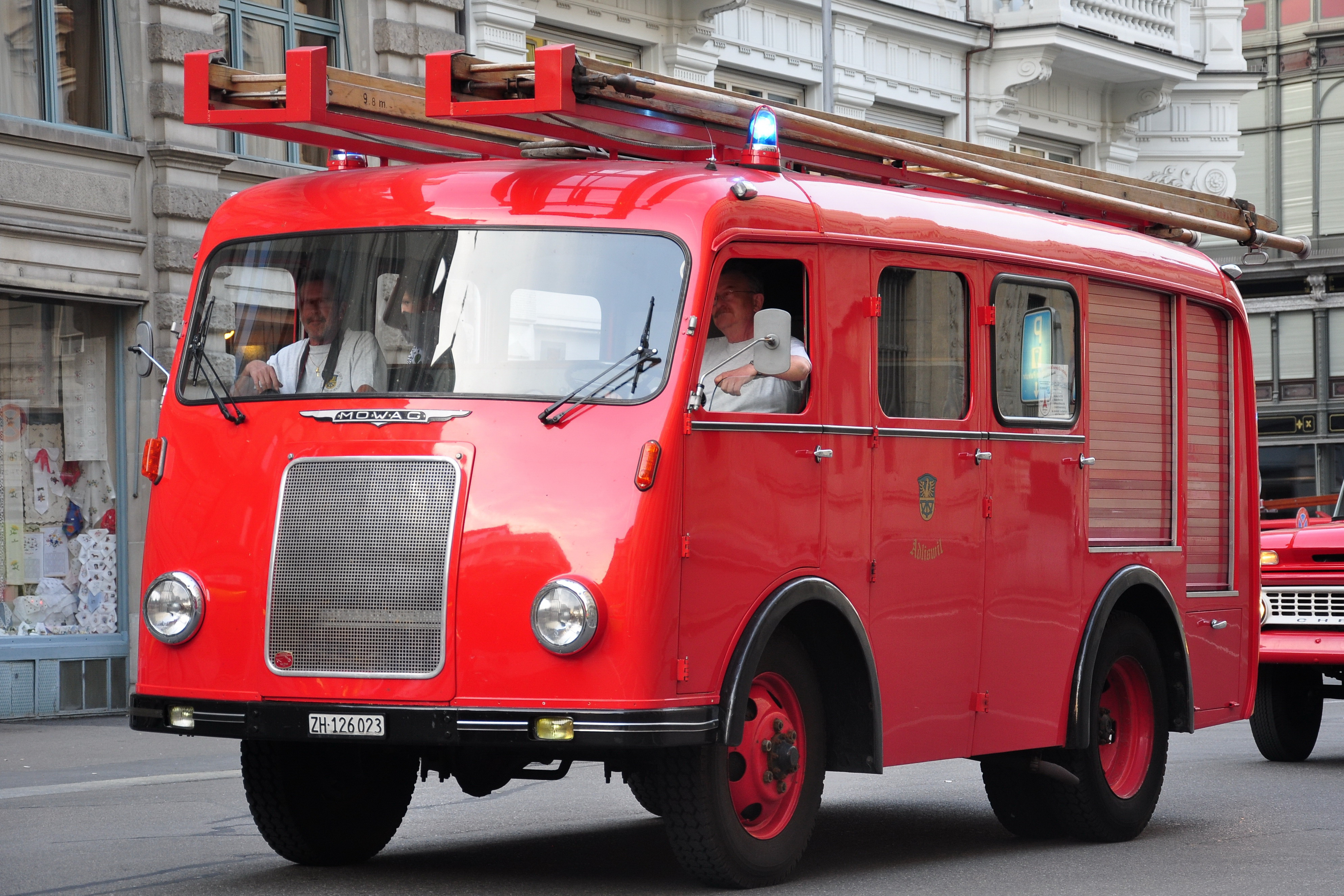
Mowag Feuerwehrfahrzeug

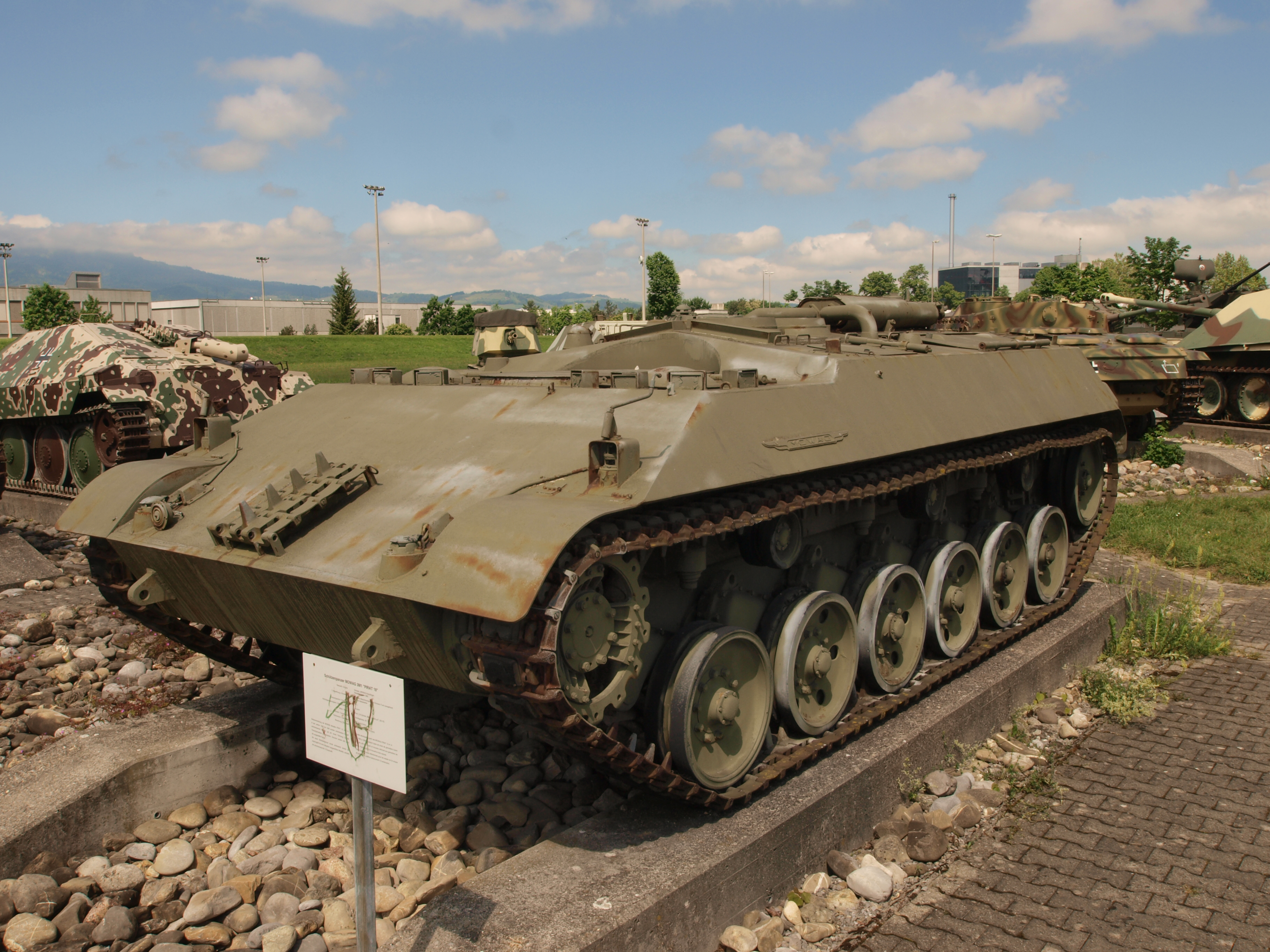
Mowag 3M1

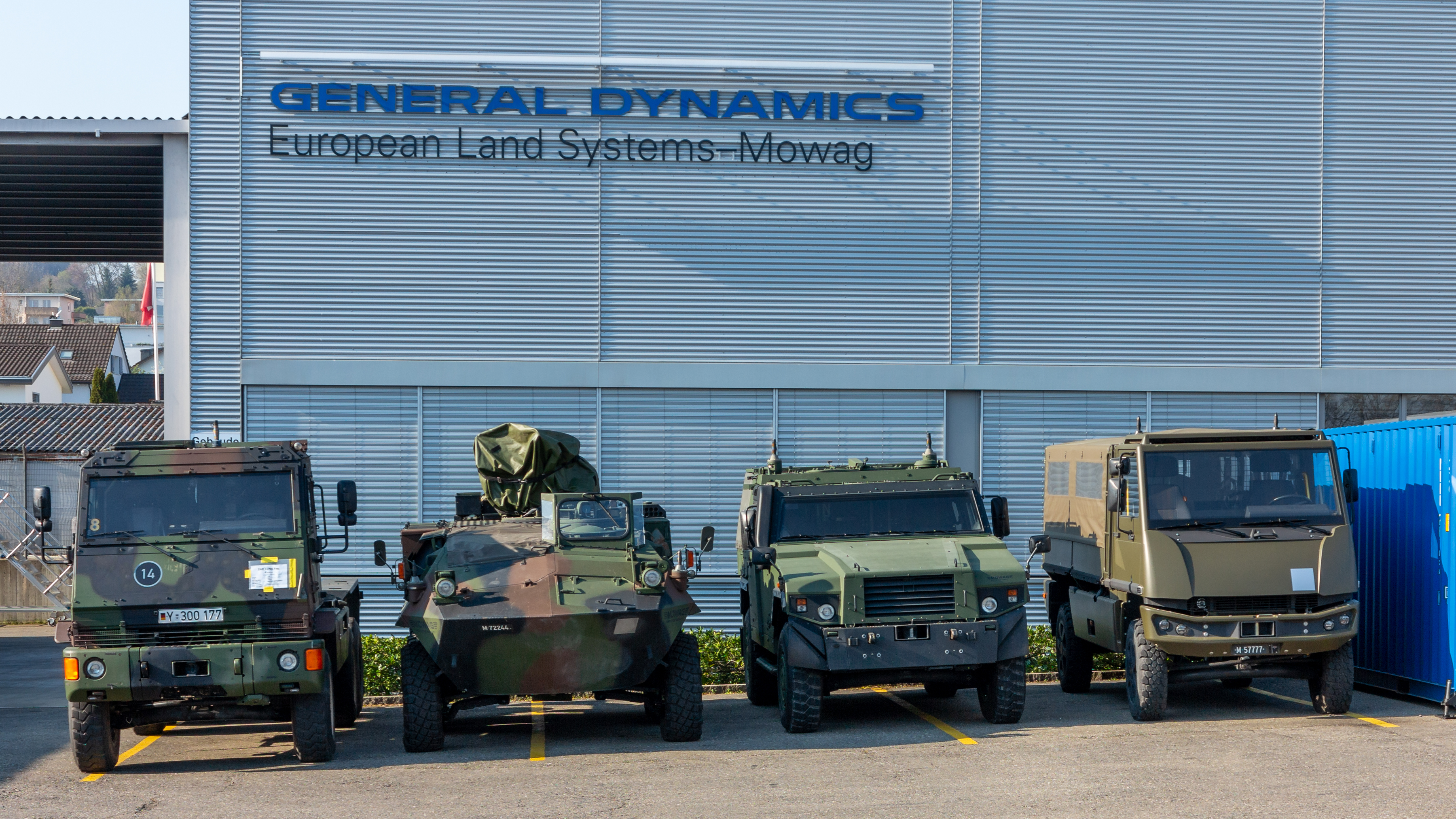
GDELS-Mowag-Produkte

Die Mowag GmbH (Motorwagen-Fabrik) hat ihre Wurzeln im Karosseriebauunternehmen Seitz, welches in Emmishofen (Thurgau) 1905–1930 Aufbauten für Personenwagen vornehmlich deutscher Herkunft, Nutzfahrzeuge und Busse herstellte. 1947 ging daraus die Mowag AG hervor, deren Vizepräsident und geschäftsführender Direktor 1950 Walter Ruf (1903–2002) wurde. Dieser übernahm kurz darauf einen Teil des Unternehmens, was 1951 zu einer Umbenennung in Mowag Seitz & Ruf AG führte. Nach der vollständigen Übernahme durch Ruf wurde der Name 1954 in Mowag Motorwagenfabrik AG geändert.
Das Unternehmen wurde durch verschiedenste Fahrzeugtypen wie Krankenwagen, Feuerwehrfahrzeuge, Panzerattrappen, Elektrofahrzeuge, Vibrationswalzen für den Strassenbau, Roller oder Raupenpanzer bekannt. Im zivilen Bereich war Mowag besonders im Bau von Feuerwehrfahrzeugen aktiv. Zum einen wurden Pickups von Dodge und der Dodge Ram Wagon zu Feuerwehreinsatzfahrzeugen umgebaut, so zum Beispiel der Mowag W300. Andererseits wurden auch eigenständig entwickelte Feuerwehr-Lkw gebaut. Für die Mirage-Kampfflugzeuge der Schweizer Luftwaffe baute Mowag zusammen mit AEG den Mowag Flugzeugschlepper. In Deutschland war die Mowag durch die Entwicklung eines gepanzerten allradgetriebenen Sonderwagens, den Thyssen und Büssing/Henschel ab 1963 in Lizenz nachbauten und an den Bundesgrenzschutz (BGS) lieferten, jahrzehntelang präsent.

### Lastwagen
Mowag hatte in der Anfangszeit bis Ende der 1960er-Jahre neben den Militärfahrzeugen auch zivile Lkw im Angebot. Darunter war auch der Schwerlastwagen Mowag M5-16F mit vierplätziger Frontlenkkabine und 16 t Gesamtgewicht, Anhängervorrichtung für Zweiachsanhänger mit einem 200-PS-Unterflurmotor. Der Motor war unter der Ladefläche zwischen der Vorder- und der Hinterachse angebracht. Dies ermöglichte eine kompakte Bauweise und einen tiefen Schwerpunkt in der Fahrzeugmitte.
Nebst normalen Lkw wie dem Mowag-Frontlenker (ein 8x4-angetriebener Vierachser mit M8TK-Diesel-Motor mit acht Zylindern, 10,8 l Hubraum und 500 PS und automatischem Allison-Fünfganggetriebe) baute Mowag auch diverse Generationen von Langeisentransport-Lkw. Diese zeichnen sich durch eine schmale mittige Führerkabine aus, in der maximal zwei Sitzplätze waren und bei der links und rechts von der Führerkabine Nutzlast über die gesamte Fahrzeuglänge transportiert werden konnte. Die Führerkabinen hatten Fronttüren.

### Schweizerische Post
Bereits 1949 konnte Mowag 214 Ortsdienstwagen an die Schweizerische Post liefern, das Fahrwerk dieser kleinen kompakten Fahrzeuge mit Schiebetüre basierte auf dem Mowag T1 4×4.
Der Lastwagen Mowag-Einsatzfourgon für die Schweizerische Post (PTT), von welchem zwischen 1953 und 1988 total 556 Exemplare gebaut wurden, verfügte ebenfalls über einen Unterflurmotor. Die Fourgons waren zunächst mit einem V8-Benzinmotor ausgerüstet, der ursprünglich für einen Mowag-Panzer entwickelt worden war. Später wurden Dieselmotoren eingebaut. Die gelb-silbernen Lieferwagen mit einer Tür in der Fahrzeugfront auf der Beifahrerseite ermöglichten es, vorne aus- und einzusteigen und gleichzeitig die Fahrzeuge sehr eng nebeneinander einzuparken. Auf der Fahrerseite war eine konventionelle Tür. Auch war es möglich, von der Führerkabine in den Frachtraum zu gelangen. Diesen Umstand nutzten einige Leute, ausgemusterte Fourgons zu Wohnmobilen umzubauen. Die Fourgons waren mit einer Anhängerkupplung für leichte zweiachsige Anhänger ausgerüstet. Mowag entwickelte ein Nachfolgefahrzeug für die Fourgons. Es blieb bei einer Kleinserie von 22 Fahrzeugen, die von der PTT als Werttransporter eingesetzt wurden. Die Schweizerische Post entschied sich schliesslich für ausländische in Massenserie produzierte Standardfahrzeuge.
Zwischen 1965 und 1975 baute Mowag für die Schweizer Post 170 Elektro-Handwagen. In den 1980er-Jahren wurde in diesen Produktebereich wieder investiert durch Entwicklung und Bau von Dreirad- und Vierrad-Elektrofahrzeugen, welche in Spitälern, Flughäfen, Kommunen, Industriebetrieben und bei der Post für vielfältige Transportaufgaben zum Einsatz kamen. Auch Prototypen von Elektro-Personenwagen wurden gebaut, konnten jedoch nicht zur Marktreife gebracht werden.

### Spezialisierung auf Militärfahrzeuge und Übernahme
Eine vollständige Spezialisierung auf gepanzerte Spezialfahrzeuge für den militärischen Gebrauch vollzog das Unternehmen in späteren Jahren. Der Bereich Ambulanz- und Feuerwehrfahrzeuge wurde 2000 an die Tony Brändle AG in Wängi verkauft, die seit den frühen 1960er-Jahren für Mowag in diesem Bereich tätig war.
Das Hauptprodukt heute ist der Mowag Piranha, ein amphibischer Radschützenpanzer. Es werden auch andere gepanzerte Fahrzeuge produziert, so der auf dem US-amerikanischen Hummer basierende Mowag Eagle und der Duro, der aus dem 2003 übernommenen Geschäftsbereich Geländetransportfahrzeuge von Bucher Industries stammt. Von dort übernahm Mowag auch die Verantwortung für die Ersatzteilversorgung der Bucher Flugzeugschlepper.

2003 wurde die Mowag Teil der General Dynamics European Land Systems und gehört damit zu einem der weltweit grössten Rüstungskonzerne. Mowag beschäftigt ca. 640 Mitarbeiter am Standort Kreuzlingen in der Schweiz.
Im Jahr 2004 eröffnete die Mowag den Neubau Plant 2000 und schuf damit neue Produktionskapazitäten.
Im gleichen Jahr wurde die bis dahin als Aktiengesellschaft organisierte Firma in eine GmbH umgewandelt.

## Panzer

### Kettenpanzer
Mowag entwickelte verschiedene Prototypen für Kettenpanzer, beginnend mit dem Mowag Skorpion. Es ging keines der Projekte in Serienproduktion: Die Entwürfe wurden von der Schweizer Armee nicht beschafft oder fanden keine anderen Abnehmer. Mit dem 1989 entwickelten Mowag Trojan stellte Mowag die Entwicklung von Kettenfahrzeugen ein, nachdem die Schweizer Armee das Beschaffungsprogramm für einen neuen Schützenpanzer (NSpz, später Schützenpanzer 2000) in den 1990er-Jahren um fast zehn Jahre zurückgestellt hatte.
- Schützenpanzer Mowag Pirat (Prototyp)
- Jagdpanzer Mowag Gepard (Prototyp)
- Schützenpanzer Mowag Tornado (Prototyp)
- Schützenpanzer Mowag 3M1 (Prototyp)
- Amphibischer Schützenpanzer Mowag Mistral (Prototyp)
- Schützenpanzer Mowag Trojan (Prototyp)

### Radpanzer
- Mowag Panzerattrappe
- Mowag Roland
- Mowag Wotan
- Radpanzer Mowag Puma 6×6 (Prototyp)
- Schwerer Waffenträger Mowag Shark 8×8 (Prototyp)
- Mowag Spy
- Radpanzer Mowag Piranha
  - Radpanzer Mowag Piranha IB 4×4
  - Radpanzer Mowag Piranha IB 6×6
  - Radpanzer Mowag Piranha II 8×8
  - Radpanzer Mowag Piranha IIIC 10×10
  - weitere Varianten siehe Mowag Piranha#Varianten

## Aktuelle Fahrzeuge

### «Piranha»

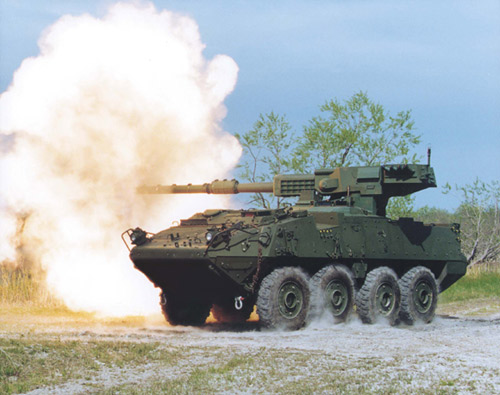
Piranha 8×8

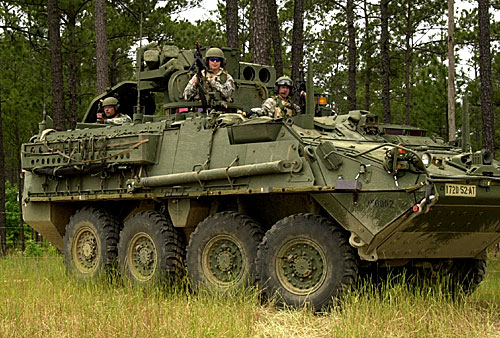
Stryker (amerikanische Variante des Mowag Piranhas)

Der Mowag Piranha ist ein Radschützenpanzer in den Ausführungen 4×4, 6×6, 8×8 und 10×10, darunter verschiedene Ausstattungsmöglichkeiten wie z. B. eine amphibische Ausführung. Insgesamt sind momentan 10 000 Piranhas weltweit im Einsatz.
Das Gewicht variiert bei den Standard-Ausführungen zwischen 12,5 und 25 Tonnen, wobei die Nutzlast von 3 bzw. 10 Tonnen noch abgezogen werden muss. Unter der Bezeichnung LAV-25 beim US Marine Corps respektive als Stryker bei der US Army sind auf dem Piranha basierende Fahrzeuge bei den US-Streitkräften im Einsatz.
| Technische Daten                  | PIRANHA IIIC           | PIRANHA V                      |
| --------------------------------- | ---------------------- | ------------------------------ |
| Leistung                          | 336 kW/450 PS/1850 Nm  | 530 kW/730 PS/2000 Nm          |
| Motor                             | CATERPILLAR C9, Diesel | MTU Diesel + Hybridboost power |
| Höchstgeschwindigkeit             | 100 km/h               | 100 km/h                       |
| Schwimmgeschwindigkeit (optional) | 10 km/h                | k. A.                          |
| Leergewicht                       | 14 Tonnen              | 17 Tonnen                      |
| Nutzlast                          | bis zu 8 Tonnen        | bis zu 16 Tonnen               |
| Steigfähigkeit                    | 60 %                   | 60 %                           |

### «Eagle»

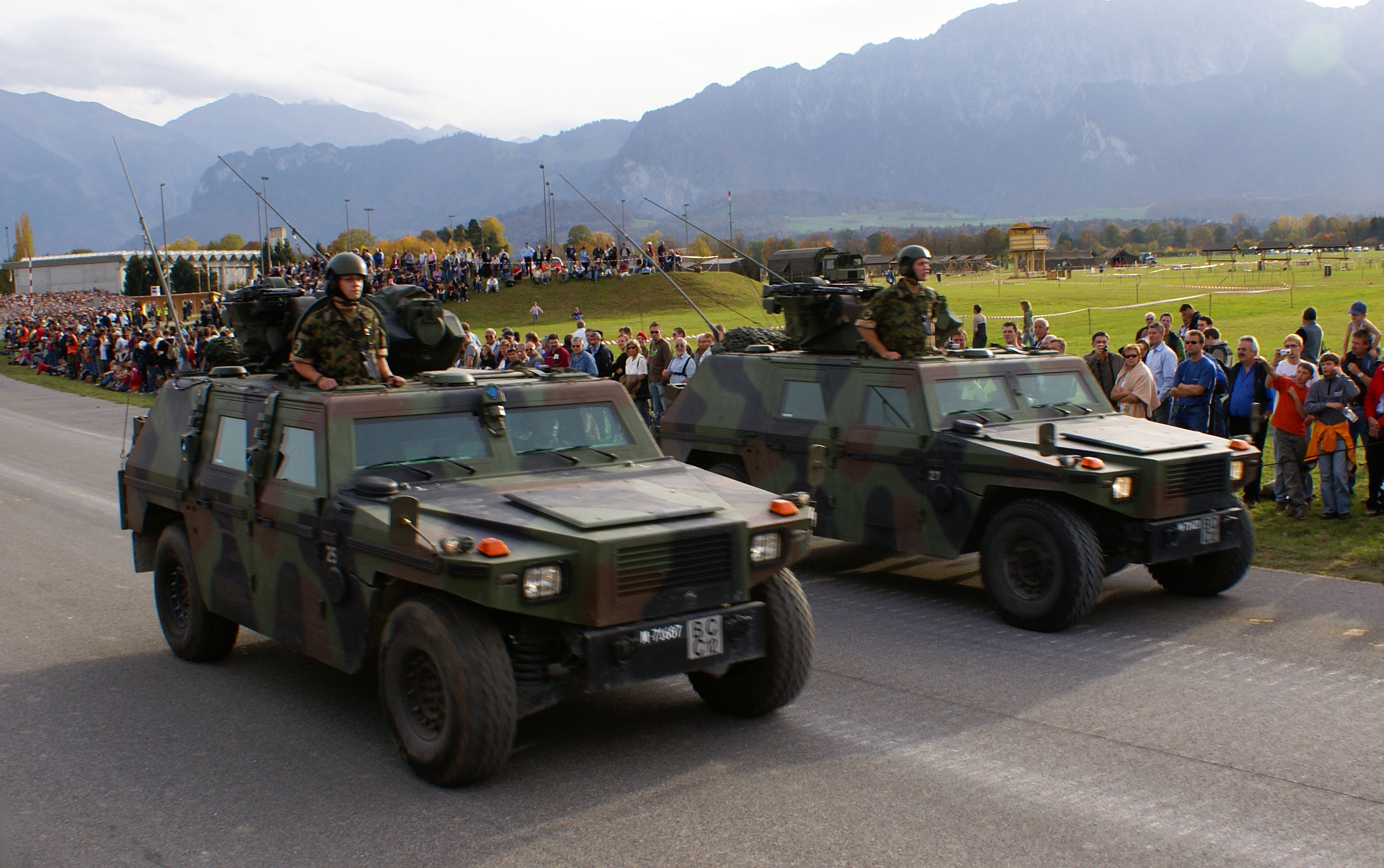
Eagle II der Schweizer Armee

Der Mowag Eagle ist ein gepanzertes Aufklärungsfahrzeug. Momentan sind in der Schweizer Armee und den dänischen Streitkräften ca. 500 Eagles im Einsatz. Seit 2008 hat die deutsche Bundeswehr insgesamt 671 Fahrzeuge der Typen Eagle IV und V beschafft.
Das international erfolgreiche AM-General-HMMWV-Chassis bildet die Basis für den leichtgepanzerten Aufklärer Mowag Eagle 4×4. Der Mowag Eagle 4×4 eignet sich besonders für Aufklärung, Übermittlung, Verbindungsaufgaben, Grenzsicherung, Geleitschutz, Polizeiaufgaben etc. Das komplette Eagle-4×4-System besteht aus drei Hauptgruppen:
- dem modifizierten Chassis des HMMWV (hochbewegliches Vielzweck-Radfahrzeug)
- dem gepanzerten Aufbau, entwickelt und hergestellt von Mowag.
- der um 360° drehbaren Beobachterkuppel MBK2, ebenfalls entwickelt und hergestellt von Mowag.

Der Mowag Eagle IV ist der Nachfolger des Eagle. Der Eagle IV basiert nicht mehr auf dem HMMWV-Chassis, sondern ist eine komplette Eigenentwicklung der Mowag auf Basis des Duro, mit dem er sich das Fahrwerk mit dem bewährten De-Dion-Achssystem teilt.
Durch optional erhältliche Zusatzpanzerungen erfüllt der Eagle IV im Schutz gegen ballistische Waffen und Minen internationale Normen. Optional kann der Eagle IV auch mit einer ABC-Überdruckanlage, einem Reifendruckreguliersystem (CTIS), Seilwinde, einsatzabhängigem Laderaumaufbau, Euro-4-Motor und weiteren Optionen ausgerüstet werden.

### «Duro»

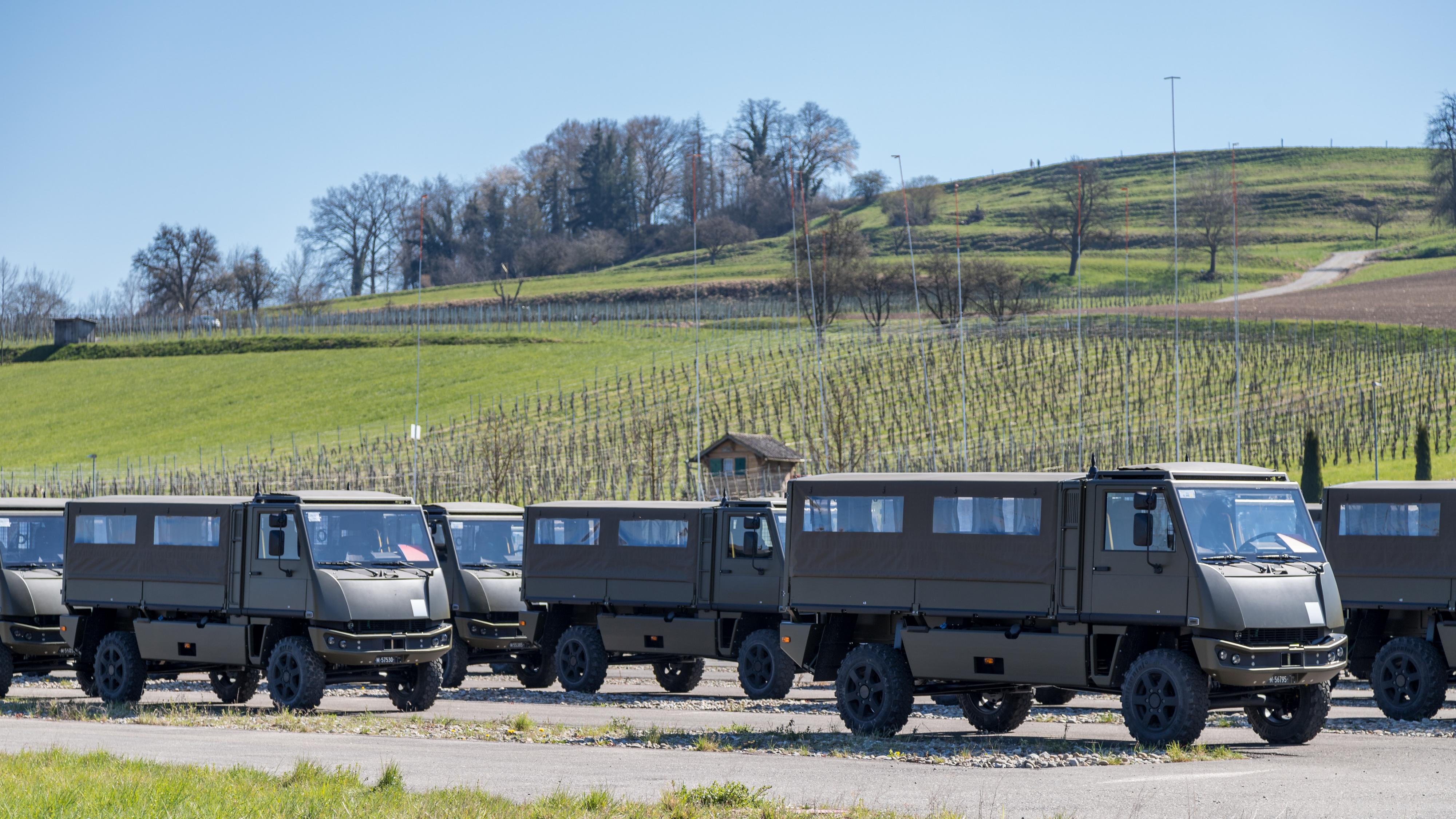
Duro I WE der Schweizer Armee

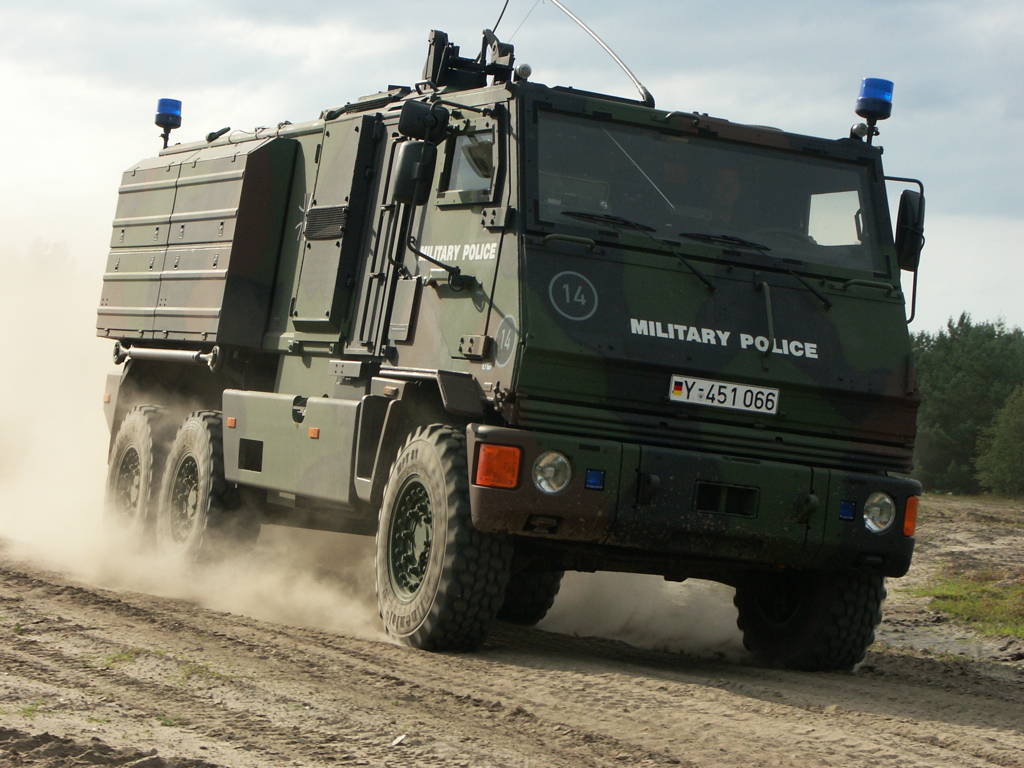
Duro 3 der Feldjägertruppe der Bundeswehr

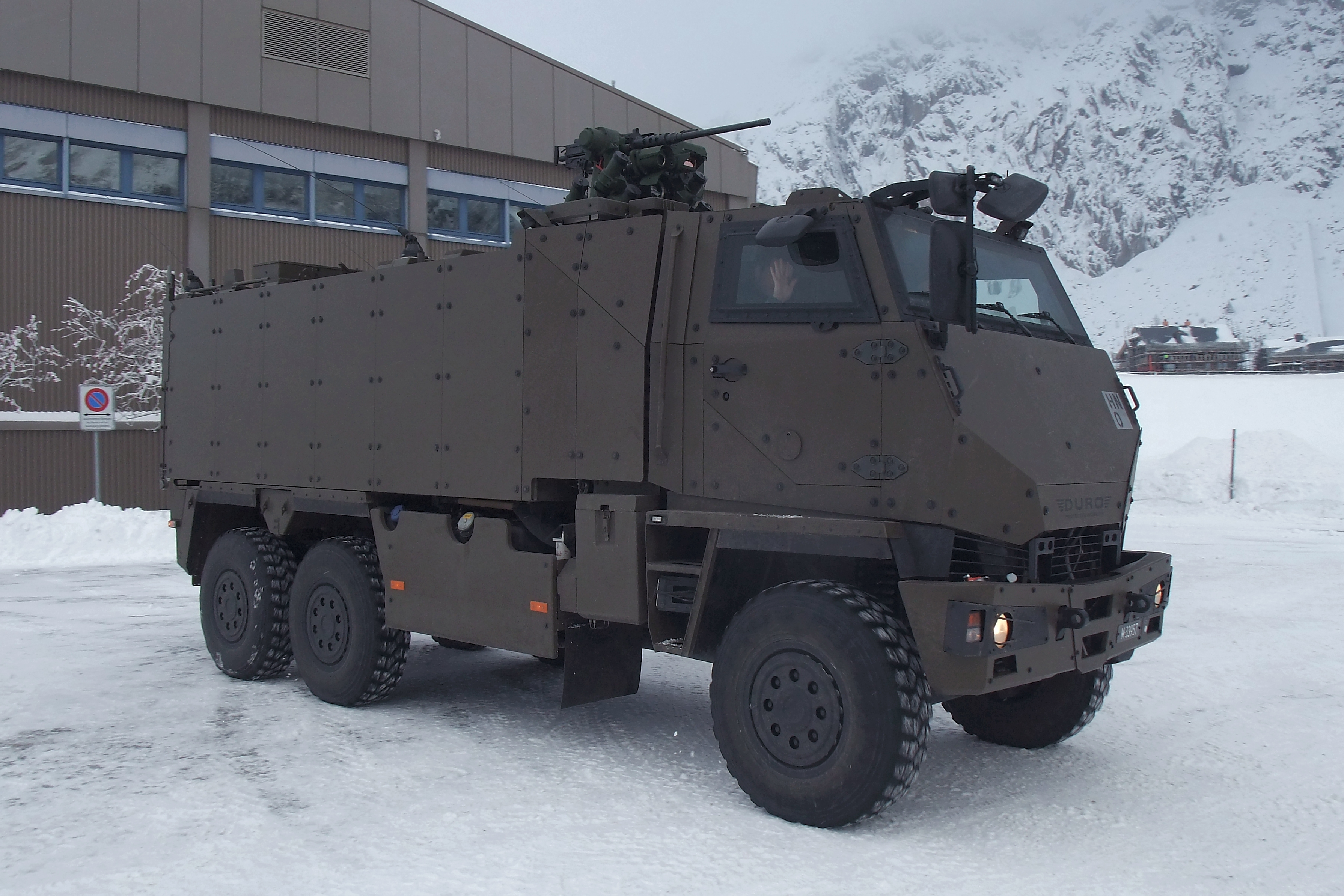
DURO IIIP / Duro GMTF der Schweizer Armee

Der Duro ist ein geländegängiges, ungepanzertes oder gepanzertes militärisches Radfahrzeug. Der Duro wurde auf eine Ausschreibung des Schweizer Militärs von der Bucher-Guyer AG entwickelt und konnte sich auch gegen einen konkurrierenden Entwurf von Mowag durchsetzen. Im Zuge einer Umstrukturierung bei Bucher-Guyer wurde die Duro-Fertigung an Mowag übergeben. Dies war auch im Interesse der Schweizer Armee, die ohnehin schon Fahrzeuge von Mowag bezog und die Konzentration der Fahrzeugbeschaffung auf wenige Hersteller bevorzugt.
Der Name Duro steht für DUrable (dauerhaft) und RObust. Er wird verwendet als Mannschaftstransporter, Kommandofahrzeug, Logistik-, Ambulanz-, Gerätefahrzeug und als Startfahrzeug für die Drohne ADS 95. Die Duros werden von der Schweizer Armee, der Deutschen Bundeswehr, der OSZE und dem britischen Heer eingesetzt.